# Cung điện Schönborn (Praha)

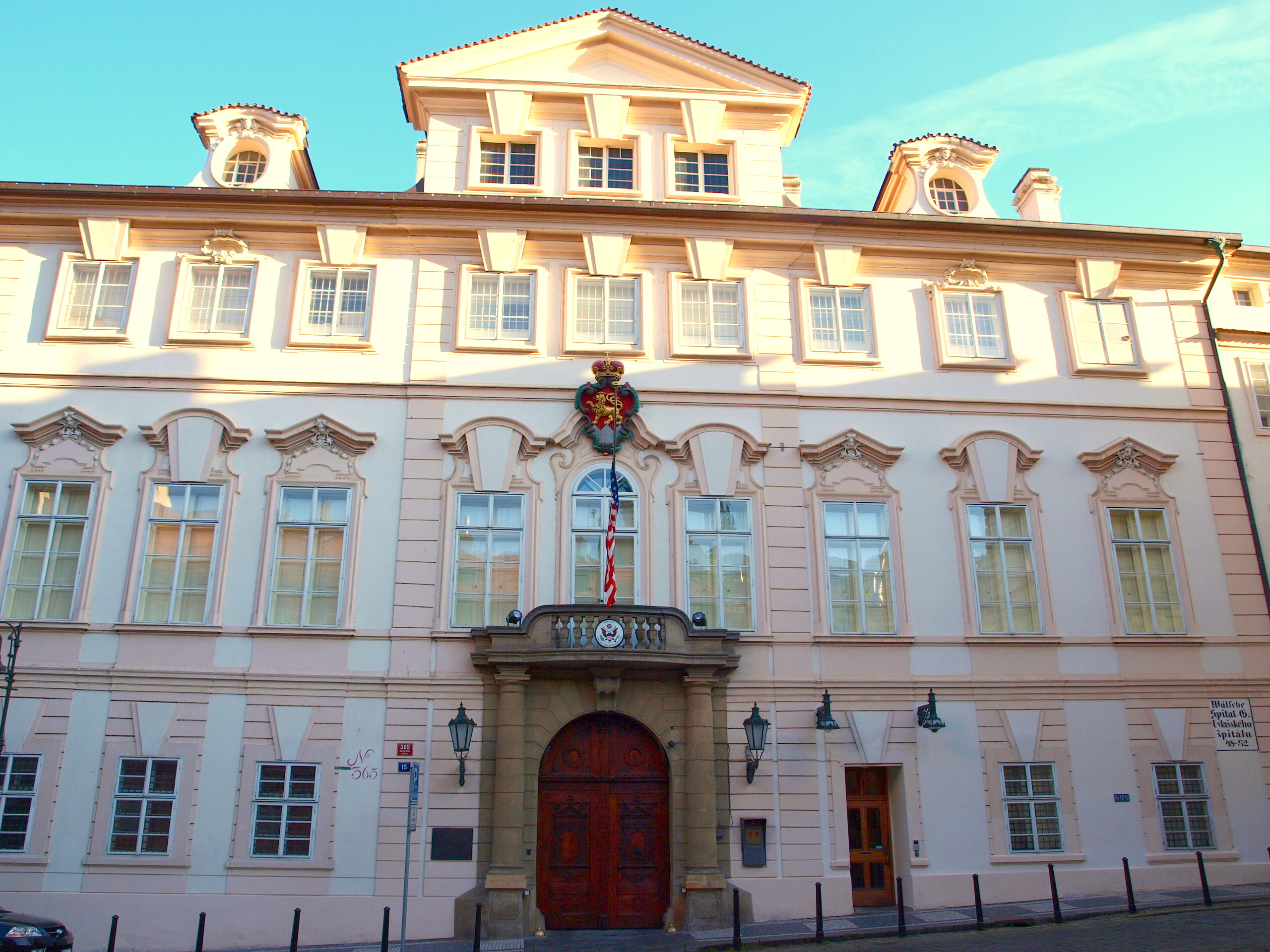
Cung điện Schönborn năm 2012

Cung điện Schönborn (tiếng Séc: Schönbornský palác) nằm ở quận Malá Strana của Thủ đô Praha, hiện tại là trụ sở chính của Đại sứ quán Hoa Kỳ tại Cộng hòa Séc. Bộ trưởng Hoa Kỳ đầu tiên đến Tiệp Khắc là Richard Crane, cháu trai của triệu phú tập đoàn ống nước Chicago. Ông đã mua lại cung điện vào giai đoạn cuối của cuộc Chiến tranh Thế giới thứ nhất. Sau đó, vào năm 1925, ông đã quyết định bán tòa nhà cho Chính phủ Hoa Kỳ với giá 117.000 đô la.

## Lịch sử
Từ năm 1643 đến năm 1656, nhà quý tộc Rudolf von Colloredo tiến hành xây dựng cung điện khu đất của một tòa nhà trước đó đã bị phá hủy trong Chiến tranh Ba mươi năm. Trong Trận chiến Lutzen 1632, Rudolf von Colloredo không may bị mất một bên chân, nên ông đã quyết định xây dựng sân vườn có độ nghiêng đặc biệt để có thể cưỡi ngựa vào cung điện của mình.
Sau khi Rudolf von Colloredo qua đời, gia đình quý tộc Schönborn trở thành những người thừa thế cung điện này. Sau đó, vào năm 1917, nhà văn nổi tiếng Franz Kafka đã sống và làm việc trong cung điện. Những chủ nhân tiếp theo của cung điện này là Bá tước Carl Johann Schönborn (1890-1952), cháu nội của Hồng y Franziskus Schönborn (ở Thủ đô Praha) và ông nội của Hồng y Christoph Schönborn (ở Thủ đô Viên). Sau đó, ông đã bán hết tài sản của mình cho Richard Teller Crane II vào năm 1919 (sau Chiến tranh Thế giới thứ nhất). Richard Teller Crane II là đại sứ Hoa Kỳ từ năm 1919 đến năm 1921. Ông đã quyết định bán cung điện cho Chính phủ Hoa Kỳ vào năm 1924.
Trong một cuốn hồi ký, nhà ngoại giao Mỹ George F. Kennan đã viết rằng: khi ông đến Thủ đô Praha vào năm 1938, ông hoàn toàn bị quyến rũ bởi vẻ đẹp của những khu vườn bậc thang phía sau cung điện. Điểm đặc biệt của những khu vườn này nằm ở cấu trúc độc đáo Glorietta. Từ vị trí đó, có thể nhìn ra Cầu Charles và Lâu đài Hradčany ở hai hướng khác nhau.

## Bộ sưu tập

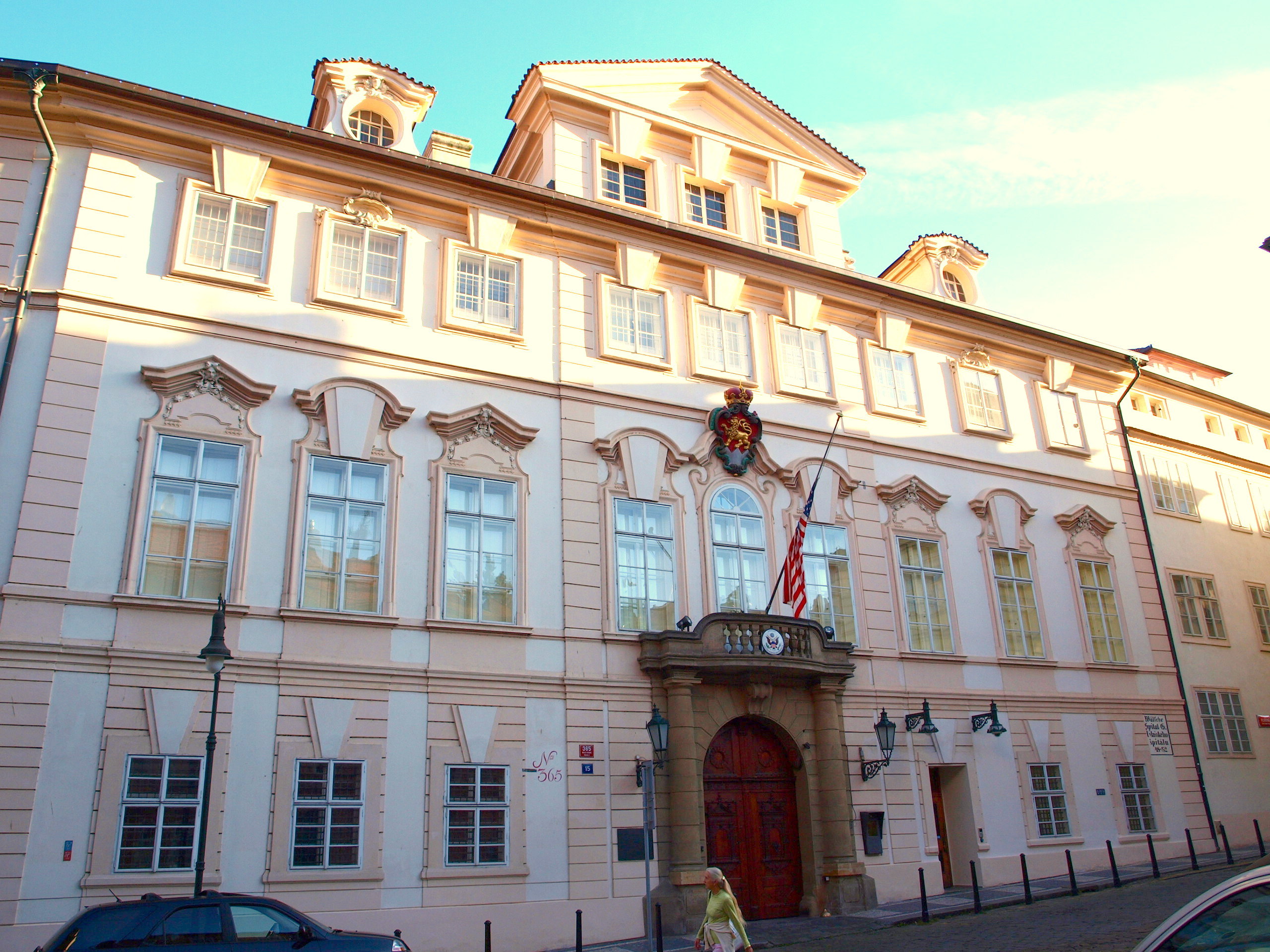
Cung điện năm 2012
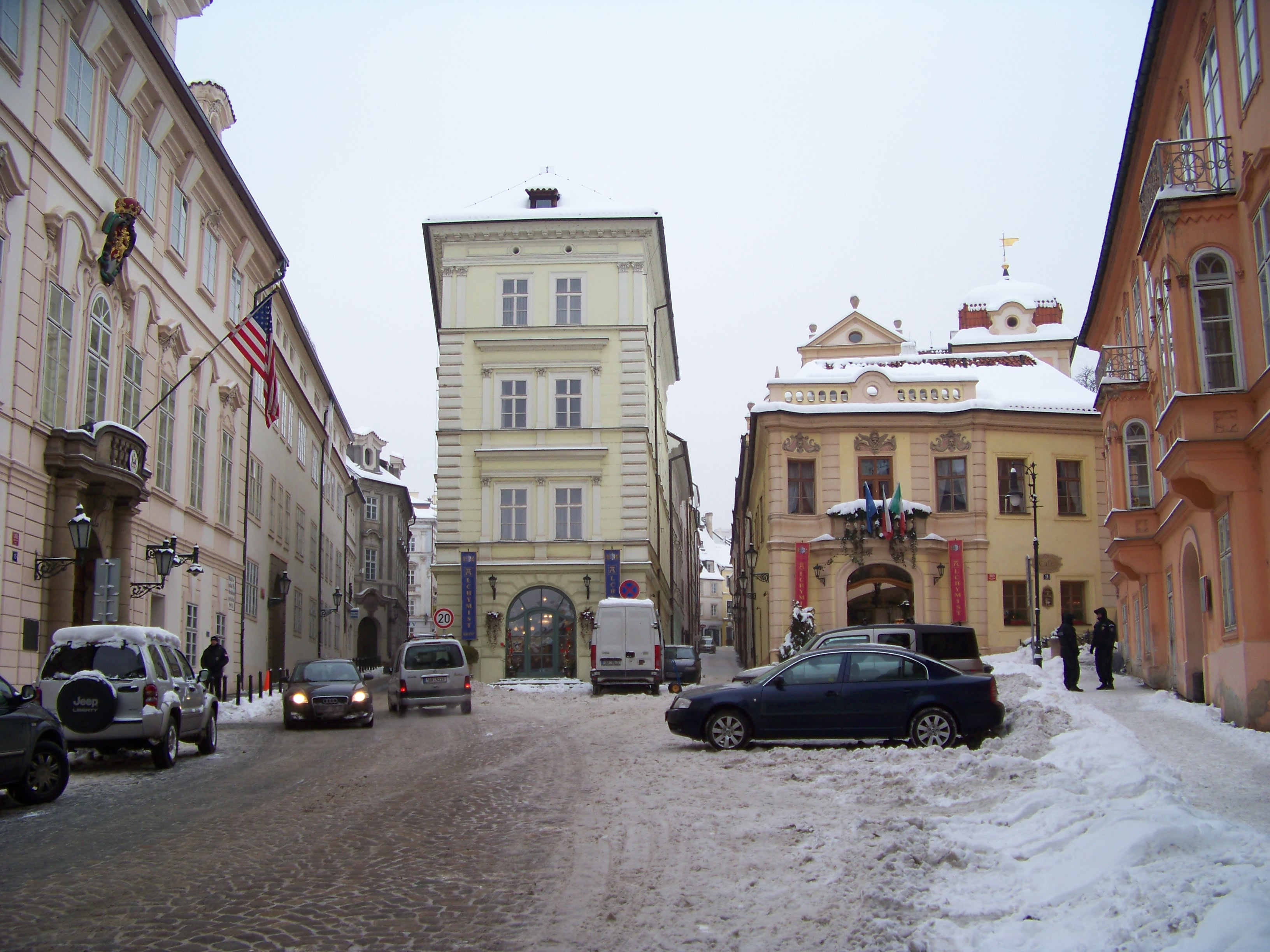
Cung điện vào mùa đông
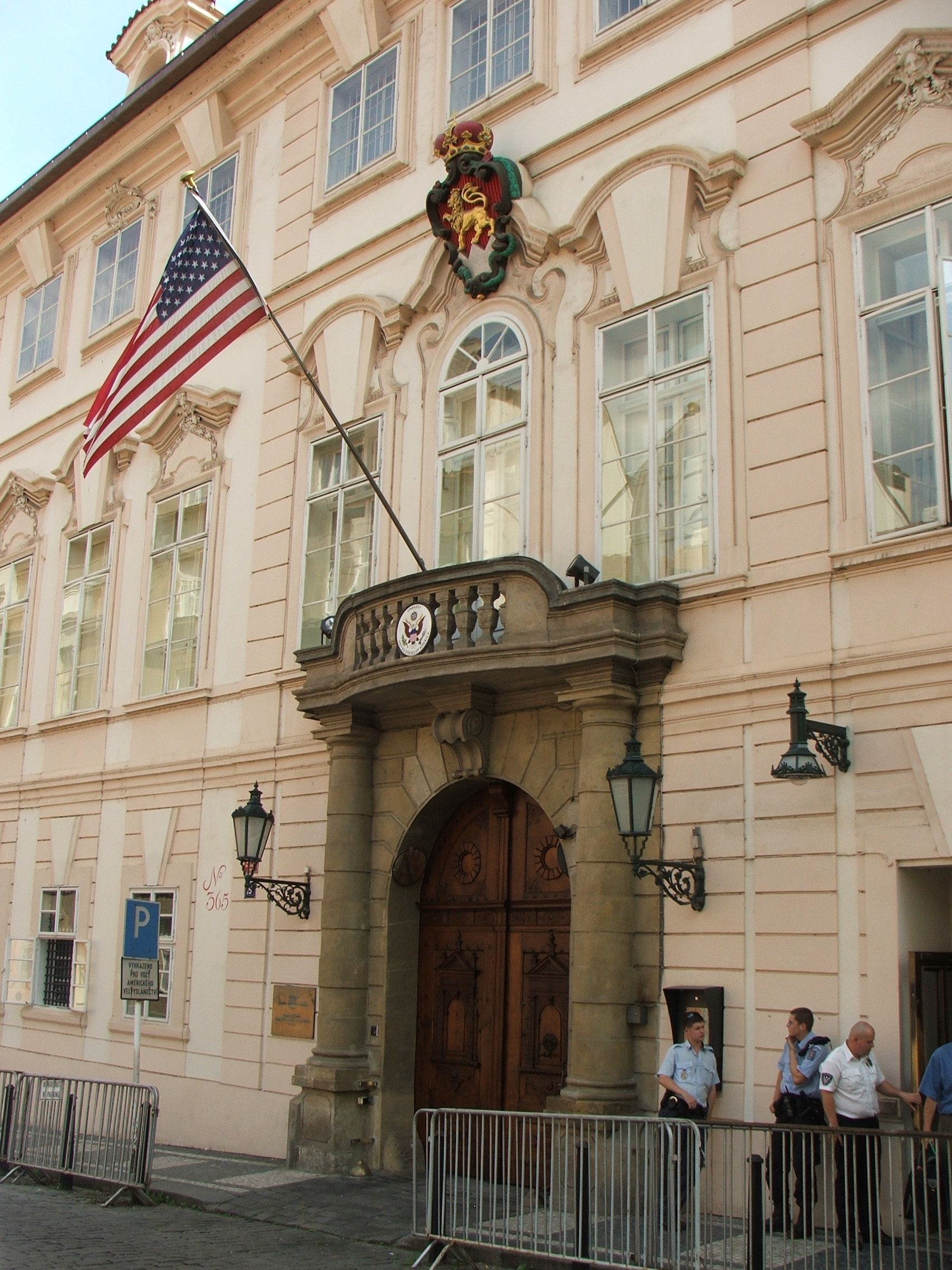
Lối vào phía trước
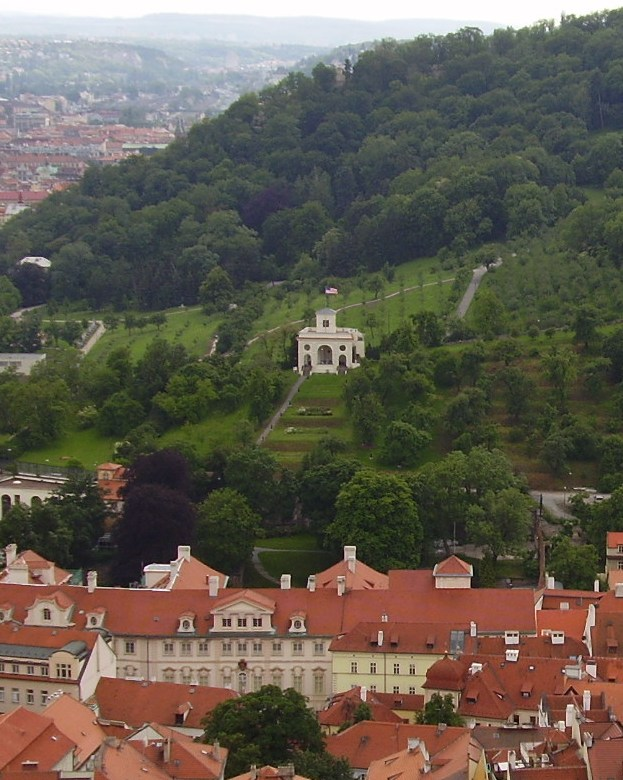
Khu vườn có thể nhìn thấy trên Đồi Petrin
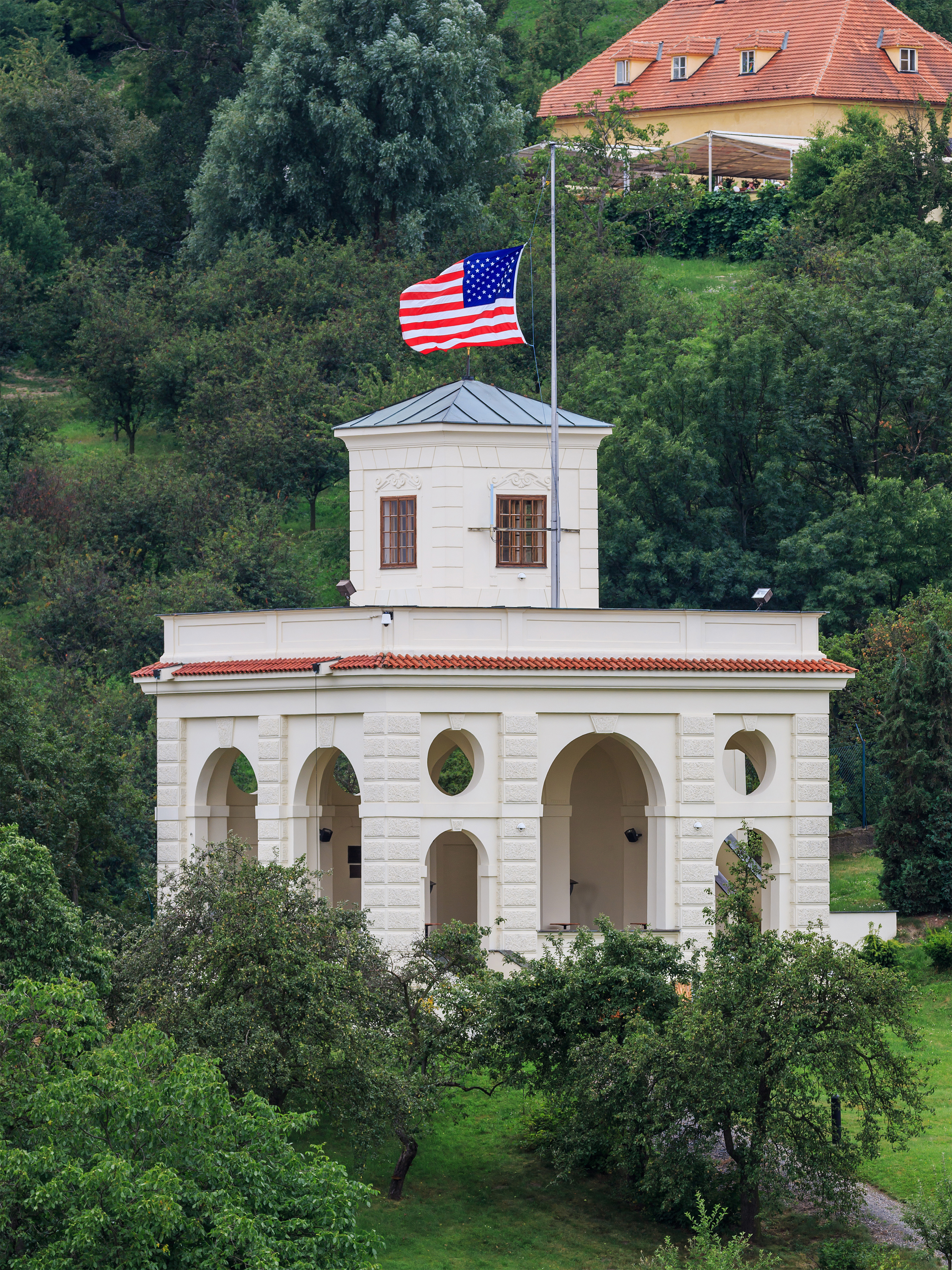
Glorietta